# Elkridge
Elkridge – jednostka osadnicza w Stanach Zjednoczonych, w stanie Maryland, w hrabstwie Howard.